# Jean Barbier d'Aucour
Jean Barbier d'Aucour (Langres, Alta Marne 1 de septiembre de 1641 - París, 3 de septiembre de 1694), fue un abogado y autor satírico francés.

## Vida y obra
Jean Barbier d'Aucour, quien era de escasos recursos, dejó Langres a los 14 años, asistió al gimnasio en Dijon y estudió derecho en París. Destacados historiadores literarios lo consideran el autor del comentario crítico (Observations sur une comedie de Moliere, intitulée, Le festin de Pierre) publicado en 1665 bajo el seudónimo de Sieur de Rochemont sobre la obra de Molière, Dom Juan ou le Festin de pierre Comedia representada el 15 de febrero de 1665 en el Sala del Palais-Teatro Real. En 1666, intervino en la disputa entre Jean Racine y Port-Royal para defender a los jansenistas. Se hizo conocido en 1671 por su crítica (de 400 páginas) del libro Les entretiens d’Ariste et d’Eugène de Dominique Bouhours,bajo el título Sentiments de Cléante sur les entretiens d’Ariste et d’Eugène, donde se ocultaba la oposición entre el jansenista Jean Barbier d’Aucour y el jesuita Bouhours.
Tras esta obra maestra, en la que entre otras cosas demostró que Bouhours había plagiado, fue contratado por Jean-Baptiste Colbert como tutor de su cuarto hijo, Jean Jules Armand Colbert, Marqués de Blainville. La protección de Colbert lo llevó a ser elegido en 29 de noviembre de 1683 como miembro de la Académie française  (Silla n.º 33). La muerte de Colbert en 1690 lo arruinó. Cuatro años más tarde, murió a la edad de 53 años.
En 1674 publicó bajo el seudónimo de Bonne-Foy un escrito contra el sistema de encomiendas: Réflexions sur un livre intitulé Entretien d’un abbé commendataire & d’un religieux, sur les commandes. Varios de sus trabajos fueron incluidos en el índice por la Congregación para la Doctrina de la Fe.

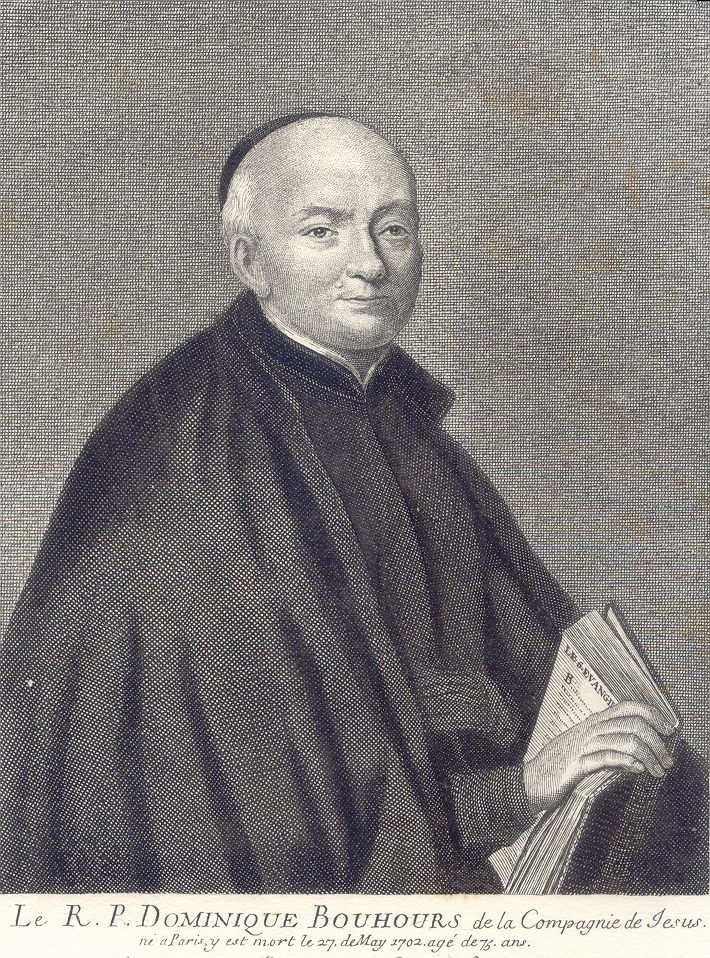
Dominique Bouhours (1628 –  1702)
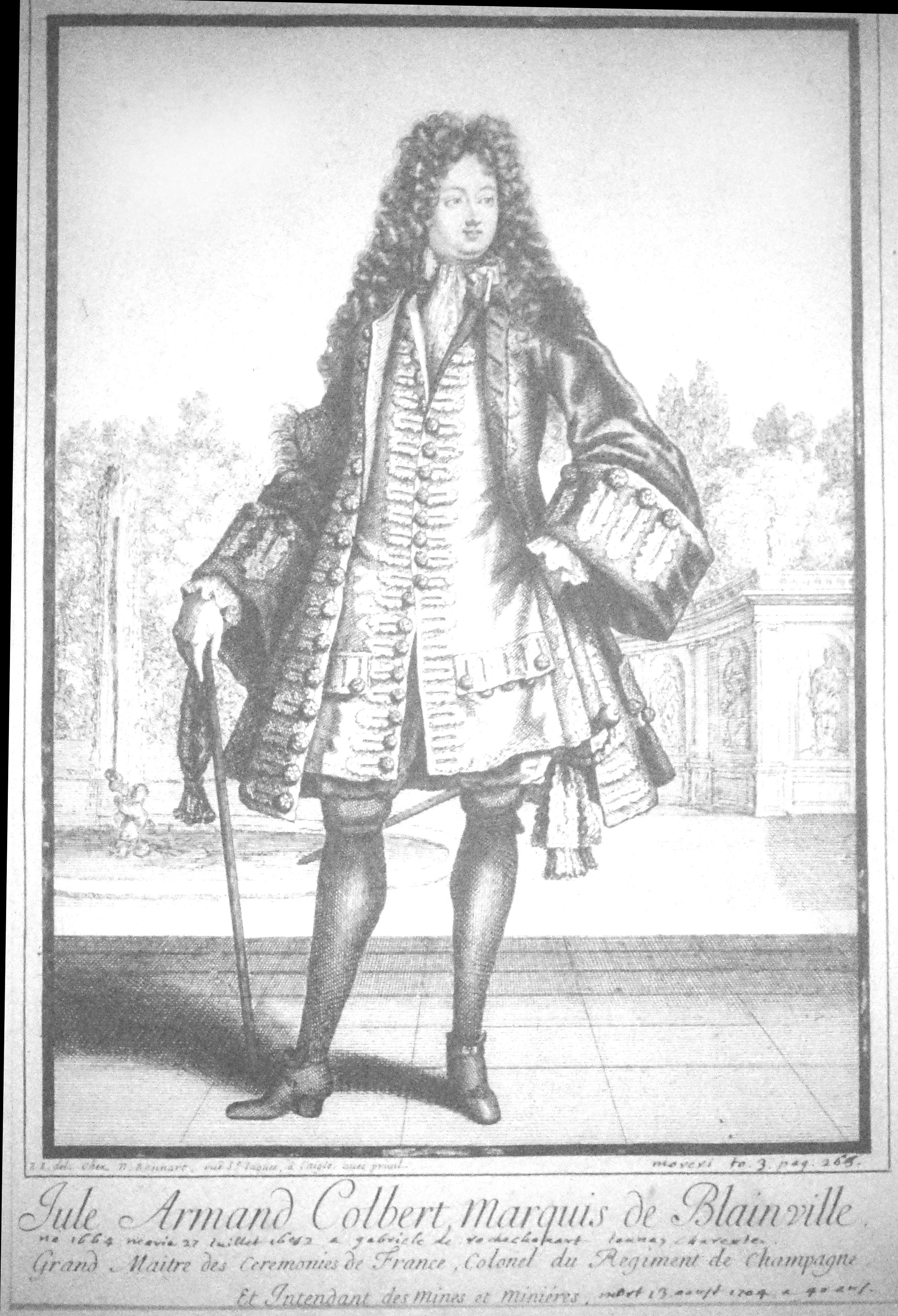
Jean Jules Armand Colbert   (1663 – 1704)
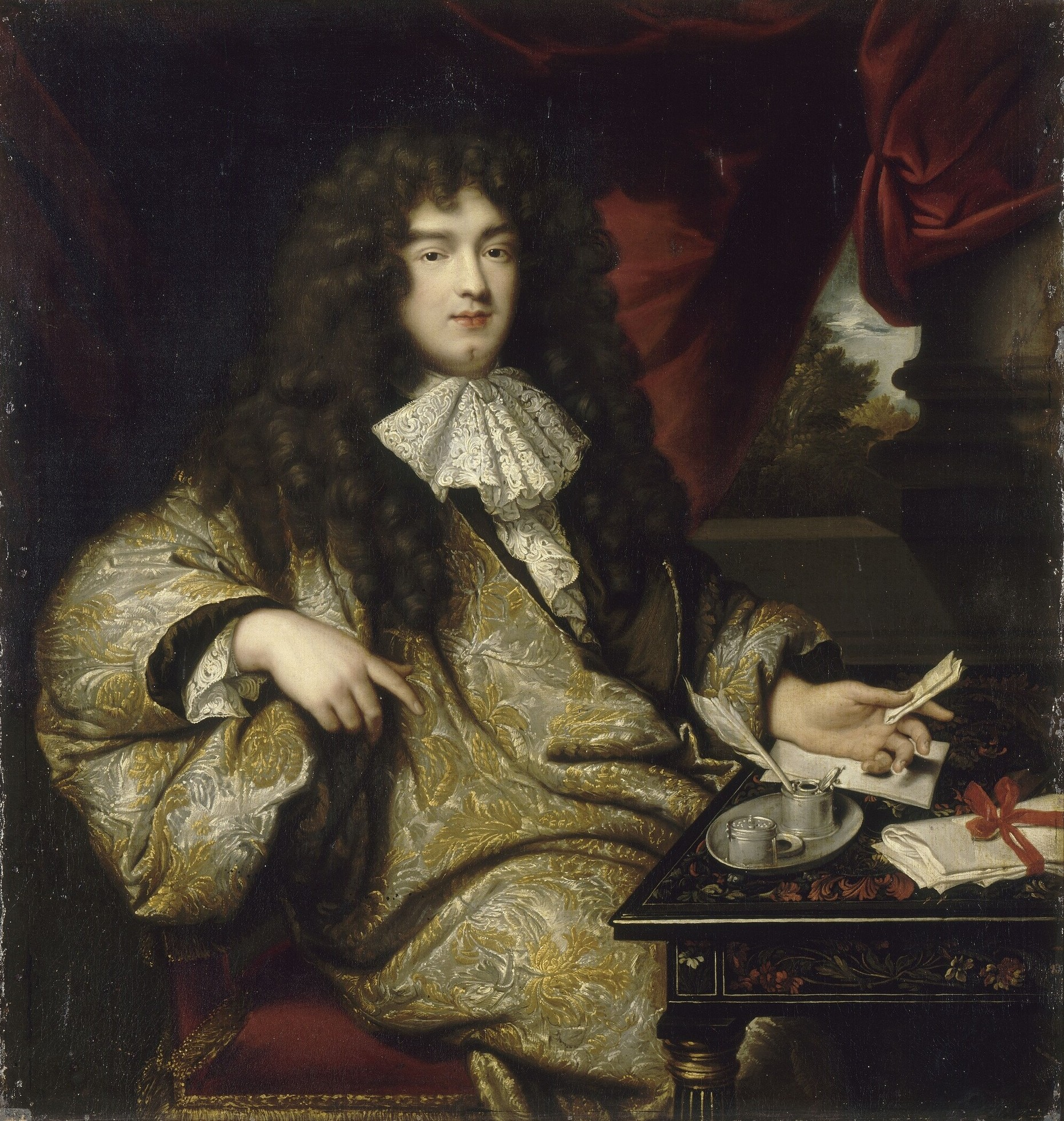
Jean-Baptiste Antoine Colbert 1651 – 1690)
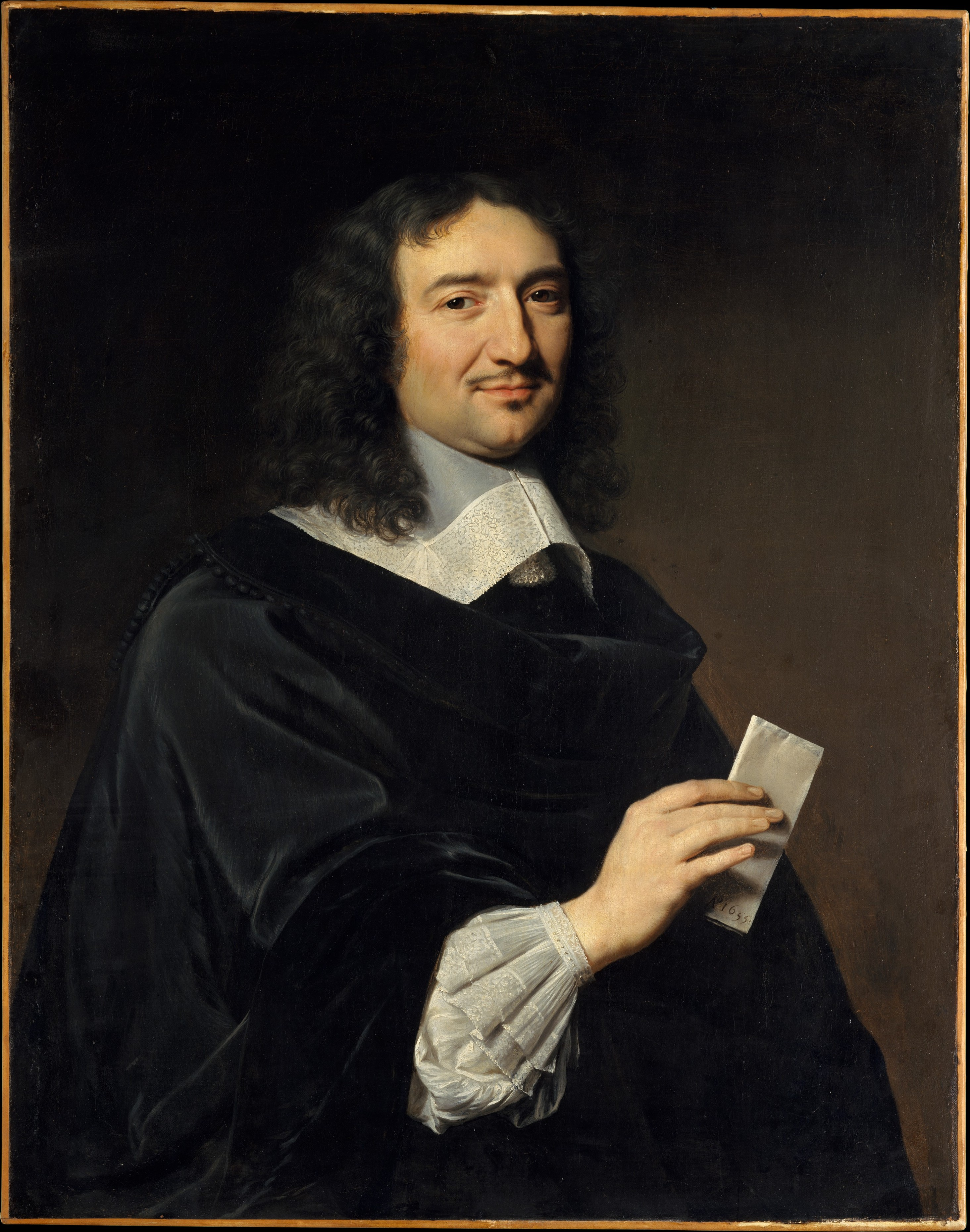
Jean-Baptiste Colbert (1619–1683)

## Obras
- Lettre d’un advocat au parlement à un de ses amis touchant l’inquisition, qu’on veut établir en France à l’occasion de la nouvelle bulle du pape Alexandre VII. París, 1657. (índice 1657)
- Onguant pour la brûlure, ou le secret pour empescher les Jésuites de brûler les livres. París, 1664. (índice 1695)

## Literatura
- Jean Doujat: Réponse au discours de réception de Jean Barbier d’Aucour 29 de noviembre de 1683.
- Claude-François Lambert (1705–1765): Histoire littéraire du règne de Louis XIV. Vol. 2. París 1751, pp. 413–417.
- Julien Munier-Jolain: Vieux avocats, vieux procès. Récits dédiés à Me Allou. París 1879.